# Finales de la NBA de 2020
Las Finales de la NBA de 2020 fueron las series definitivas de los playoffs del 2020 y supusieron la conclusión de la temporada 2019-20 de la NBA. El título se disputó al mejor de siete partidos, siendo el primer encuentro el 30 de septiembre, y finalizando el 11 de octubre. Por primera vez en su historia el título se disputó en esta época del año, después del parón por la pandemia de COVID-19 en marzo y la reanudación en la "burbuja de Orlando" en julio de 2020. Los encuentros se disputaron en un único pabellón, en el Complejo deportivo ESPN, en Lago Bay, Florida, por lo tanto no hubo ventaja de campo para el equipo con mejor balance en temporada regular. Fue también una final inédita en la historia de la NBA, que enfrentó a Los Angeles Lakers contra Miami Heat, en la que el equipo angelino se llevó la victoria (4-2) y en la que LeBron James fue nombrado MVP de las Finales. Este supuso el título número 17 para los Lakers y el cuarto MVP para LeBron.

## Enfrentamientos previos en temporada regular
| Reportaje   | Fecha      | Equipos                         | Resultado | Lugar                                       |
| ----------- | ---------- | ------------------------------- | --------- | ------------------------------------------- |
| Reportaje 1 | 8/11/2019  | Los Angeles Lakers - Miami Heat | 95 - 80   | Staples Center, en Los Ángeles (California) |
| Reportaje 2 | 13/12/2019 | Miami Heat - Los Angeles Lakers | 110 - 113 | American Airlines Arena, en Miami (Florida) |

## Camino hacia las Finales de la NBA
La trayectoria en las eliminatorias de playoffs de ambos equipos ha sido: 
|  | Equipo             | Primera ronda        | Semifinales de Conferencia | Finales de Conferencia |
|  | ------------------ | -------------------- | -------------------------- | ---------------------- |
|  | Miami Heat         | Ganó a Indiana, 4-0  | Ganó a Milwaukee, 4-1      | Ganó a Boston, 4-2     |
|  | Los Angeles Lakers | Ganó a Portland, 4-1 | Ganó a Houston, 4-1        | Ganó a Denver, 4-1     |

## Partidos de la Final

### Partido 1
| 30 de septiembre               | Miami Heat                                                                 | 98–116 (Series: 0–1) | Los Angeles Lakers                                           | |  |  |
|                                | Parciales: 28–31, 20–34, 19–28, 31–23                                      |                      |                                                              | |  |  |
|                                | Estadísticas Jimmy Butler 23 Iguodala, Nunn, Olynyk 5 c/u Andre Iguodala 6 | Reporte Pts Reb Asts | Estadísticas Anthony Davis 34 LeBron James 13 LeBron James 9 | Pabellón: Complejo deportivo ESPN, Lago Bay, Florida Asistencia: 0 espectadores Árbitros: Marc Davis, Kane Fitzgerald, Josh Tiven Televisión: ABC |  |  |
| LA Lakers lidera la serie, 1–0 |                                                                            |                      |                                                              | |  |  |
|                                |                                                                            |                      |                                                              | |  |  |

Los jugadores de los Lakers, Anthony Davis, con 34 puntos, 9 rebotes y 5 asistencias en su primer partido en unas Finales, y LeBron James, con 25 puntos, 13 rebotes y 9 asistencias, lideraron a su equipo llevándolo a su primera victoria por 116-98. Los Heat dominaban 23-10 al final del primer cuarto, pero un parcial de 55-25 en su contra hizo que se llegara al descanso con una ventaja de 17 puntos para el equipo angelino. Los Lakers ampliaron su ventaja hasta un máximo de 32 puntos en el tercer cuarto. Anotaron 13 de sus primeros 20 triples en el partido, para acabar fallando 16 de los últimos 18.
El jugador de Miami Jimmy Butler se torció el tobillo izquierdo antes del final de la primera parte, pero se mantuvo en el partido y finalizó con 23 puntos. El base Goran Dragić no jugó en la segunda parte debido a una lesión en el pie, mientras que Bam Adebayo no acabó el partido tras lesionarse en el hombro.

### Partido 2
| 2 de octubre                   | Miami Heat                                                  | 114–124 (Series: 0–2) | Los Angeles Lakers                                           | |  |  |
|                                | Parciales: 23–29, 31–39, 39–35, 21–21                       |                       |                                                              | |  |  |
|                                | Estadísticas Jimmy Butler 25 Kelly Olynyk 9 Jimmy Butler 13 | Reporte Pts Reb Asts  | Estadísticas LeBron James 33 Anthony Davis 14 Rajon Rondo 10 | Pabellón: Complejo deportivo ESPN, Lago Bay, Florida Asistencia: 0 espectadores Árbitros: James Capers, David Guthrie, Eric Lewis Televisión: ABC |  |  |
| LA Lakers lidera la serie, 2–0 |                                                             |                       |                                                              | |  |  |
|                                |                                                             |                       |                                                              | |  |  |

Lebrón, con 33 puntos, y Davis con 32, volvieron a ser determinantes en la victoria de los Lakers sobre Miami 124-114. Son la primera pareja de jugadores en anotar más de 30 puntos en un mismo partido de finales desde que lo hicieran Kobe Bryant y Shaquille O’Neal en 2002. El equipo logró un 51% de acierto en el tiro durante el partido, y anotó 22 de sus primeros 25 tiros de campo de dos puntos, incluida una racha de 16 seguidos hacia el final del primer período hasta el final del tercero. Davis anotó 14 de sus primeros 15 lanzamientos. Miami echó en falta a dos de sus titulares por lesión, Bam Adebayo y Goran Dragić.
Jimmy Butler lideró a los Heat con 25 puntos, mientras que Kelly Olynyk aportó 24 desde el banquillo. Tyler Herro y Meyers Leonard reemplazaron a Dragić y Adebayo en el quinteto titular. Herro se convirtió en el jugador más joven en comenzar un partido de las Finales de la NBA a los 20 años y 256 días. Tenía ocho días menos que Magic Johnson cuando comenzó el primer partido de las Finales de la NBA de 1980 con los Lakers contra los Philadelphia 76ers.

### Partido 3
| 4 de octubre                   | Los Angeles Lakers                                          | 104–115 (Series: 2–1) | Miami Heat                                                   | |  |  |
|                                | Parciales: 23–26, 31–32, 26–27, 24–30                       |                       |                                                              | |  |  |
|                                | Estadísticas LeBron James 25 LeBron James 10 LeBron James 8 | Reporte Pts Reb Asts  | Estadísticas Jimmy Butler 40 Jimmy Butler 11 Jimmy Butler 13 | Pabellón: Complejo deportivo ESPN, Lago Bay, Florida Asistencia: 0 espectadores Árbitros: Scott Foster, Tony Brothers, Pat Fraher Televisión: ABC |  |  |
| LA Lakers lidera la serie, 2–1 |                                                             |                       |                                                              | |  |  |
|                                |                                                             |                       |                                                              | |  |  |

Jimmy Butler finalizó con 40 puntos, 11 rebotes y 13 asistencias para un triple-doble que ayudó a Miami a ganar 115–104, acortando la ventaja de Los Angeles en la serie. Los Heat dominaron gran parte del encuentro, aunque en el último cuarto los Lakers consiguieron igualar a 89 puntos, para luego a merced de Rajon Rondo tener una breve ventaja de 2 puntos a falta de 8 minutos y 55 segundos restantes en el juego.

### Partido 4
| 6 de octubre                   | Los Angeles Lakers                                          | 102–96 (Series: 3–1) | Miami Heat                                                  | |  |  |
|                                | Parciales: 27–22, 22–25, 26–23, 27–26                       |                      |                                                             | |  |  |
|                                | Estadísticas LeBron James 28 LeBron James 12 LeBron James 8 | Reporte Pts Reb Asts | Estadísticas Jimmy Butler 22 Jimmy Butler 10 Jimmy Butler 9 | Pabellón: Complejo deportivo ESPN, Lago Bay, Florida Asistencia: 0 espectadores Árbitros: Zach Zarba, John Goble, Tony Brown Televisión: ABC |  |  |
| LA Lakers lidera la serie, 3–1 |                                                             |                      |                                                             | |  |  |
|                                |                                                             |                      |                                                             | |  |  |

Davis anotó un triple cuando faltaban 39,5 segundos para dar a los Lakers una ventaja de nueve puntos y asegurar prácticamente la victoria, que finalmente se produjo por 102-96 y que les da una ventaja de 3-1 sobre los Heat. LeBron James consiguió 28 puntos, ocho asistencias y 12 rebotes, mientras que Davis terminó con 22 puntos, cuatro asistencias y nueve rebotes. Los Ángeles volvió a ser descuidado con nueve pérdidas de balón en la primera mitad, incluidas cinco de James. Con 8:18 por jugar del tercer cuarto, James anotó un triple que puso por delante al equipo angelino, 55-54, y ya no abandonarían la ventaja en el marcador.
Caldwell-Pope agregó 15 puntos y Green anotó 10 para los Lakers. Por su parte, Butler terminó con 22 puntos, nueve asistencias y 10 rebotes para los Heat. Tyler Herro anotó 21 puntos, Duncan Robinson 17 y Bam Adebayo añadió 15 para Miami tras perderse por lesión los dos partidos anteriores.

### Partido 5
| 9 de octubre                   | Miami Heat                                                   | 111–108 (Series: 2–3) | Los Angeles Lakers                                          | |  |  |
|                                | Parciales: 25–24, 35–32, 28–26, 23–26                        |                       |                                                             | |  |  |
|                                | Estadísticas Jimmy Butler 35 Jimmy Butler 12 Jimmy Butler 11 | Reporte Pts Reb Asts  | Estadísticas LeBron James 40 LeBron James 13 LeBron James 7 | Pabellón: Complejo deportivo ESPN, Lago Bay, Florida Asistencia: 0 espectadores Árbitros: Marc Davis, Kane Fitzgerald, Eric Lewis Televisión: ABC |  |  |
| LA Lakers lidera la serie, 3–2 |                                                              |                       |                                                             | |  |  |
|                                |                                                              |                       |                                                             | |  |  |

Jimmy Butler consiguió 35 puntos, 12 rebotes y 11 asistencias para llevar a Miami a una victoria por 111-108 y evitar la eliminación, llevando la serie a 3-2. Los Heat resistieron a una actuación dominante de LeBron James, quien terminó con 40 puntos en solo 21 tiros, 13 rebotes y siete asistencias. Con los Lakers uno abajo y 18,8 segundos por jugar, James se adentró en la pintura, donde fue rodeado por Butler y Robinson con un tercer defensor acercándose también. James pasó a Green, que se encontraba muy abierto en la parte superior de la bombilla, pero éste falló el triple con 7,1 segundos por jugarse. Morris logró el rebote ofensivo, fintó el tiro para sacar luego el balón fuera de los límites al intentar un pase sobre Davis que se encontraba debajo de canasta.

### Partido 6
| 11 de octubre                | Los Angeles Lakers                                            | 106–93 (Series: 4–2) | Miami Heat                                                | |  |  |
|                              | Parciales: 28–20, 36–16, 23–22, 19–35                         |                      |                                                           | |  |  |
|                              | Estadísticas LeBron James 28 Anthony Davis 15 LeBron James 10 | Reporte Pts Reb Asts | Estadísticas Bam Adebayo 25 Bam Adebayo 10 Jimmy Butler 8 | Pabellón: Complejo deportivo ESPN, Lago Bay, Florida Asistencia: 0 espectadores Árbitros: James Capers, Tony Brothers, David Guthrie Televisión: ABC |  |  |
| LA Lakers gana la serie, 4–2 |                                                               |                      |                                                           | |  |  |
|                              |                                                               |                      |                                                           | |  |  |

James sumó 28 puntos, 14 rebotes y 10 asistencias para llevar a los Lakers a una victoria por 106–93, logrando su 17.º campeonato de liga en la historia de la franquicia y el primero desde 2010. LeBron fue nombrado Jugador Más Valioso de las Finales por cuarta vez en su carrera, en las cuatro en las que consiguió el anillo. Se convirtió en el único jugador en haber recibido dicho galardón con tres franquicias diferentes, ganando en esta ocasión por uanimidad en el jurado.